# 陶德·海恩斯
陶德·海恩斯（英語：Todd Haynes，1961年1月2日—），美國導演、編劇。2007年，以執導的《搖滾啟示錄》獲得第64屆威尼斯影展評審團特別獎。

## 生平
陶德·海恩斯出生於美國洛杉磯，父親Allen E. Haynes是化妝品進口商，母親Sherry Lynne則是戲劇科班出身，妹妹是Gwynneth Haynes。海恩斯自小即對電影感興趣。1978年，就讀高中的海恩斯拍攝了個人第一部短片《自殺》（Suicide）。大學時期，在布朗大學修讀藝術與符號學，又執導了《刺客：關於蘭波的電影》一片，並在獲得學位之後前往紐約發展。
1991年，海恩斯以電影《毒藥》（Poison）引起矚目。1998年，其執導的向華麗搖滾致敬的電影《絲絨金礦》（Velvet Goldmine）亦入圍獨立精神獎最佳影片獎。2002年的《遠離天堂》（Far from Heaven）則使海恩斯首次受到好萊塢主流電影界的注目，並提名了第75屆奧斯卡金像獎最佳原創劇本。2007年，海恩斯推出以巴布·狄倫為主題的《搖滾啟示錄》（I'm Not There），獲得第64屆威尼斯影展評審團特別獎。
2015年，所执导的电影《卡露的情人》角逐第68屆坎城影展金棕櫚獎，并获得第73届金球奖最佳导演提名。2017年的《奇光下的秘密》成为第70屆坎城影展主竞赛片。

## 作品

### 長片
- 1991年：《毒藥（英语：Poison (film)）》（Poison）
- 1995年：《安然無恙（英语：Safe (1995 film)）》（Safe）
- 1998年：《絲絨金礦》（Velvet Goldmine）
- 2002年：《遠離天堂》（Far from Heaven）
- 2007年：《搖滾啟示錄》（I'm Not There）
- 2015年：《卡露的情人》（Carol）
- 2017年：《奇光下的秘密》（Wonderstruck）
- 2019年：《黑水風暴》（Dark Waters）
- 2023年：《五月的你，十二月的她》（May December）

### 短片
- 1985年：Assassins:A Film Concerning Rimbaud
- 1987年：《超级巨星卡朋特（英语：Superstar: The Karen Carpenter Story）》（Superstar:The Karen Carpenter Story）

### 紀錄片
- 2021年：《優雅與殘酷之間：The Velvet Underground（英语：The Velvet Underground (film)）》（The Velvet Underground）

### 音樂錄影帶
- 1990年：Disappearer（音速青春）

## 獎項

### 提名
- 2002年：第75屆奧斯卡金像獎最佳原創劇本（《遠離天堂》）
- 2007年：第64屆威尼斯影展金獅獎（《搖滾啟示錄》）
- 2015年：第68屆坎城影展主競賽片（《卡露的情人》）
- 2015年：第73届金球奖最佳导演（《卡露的情人》）

### 獲獎
- 2007年：第64屆威尼斯影展評審團特別獎（《搖滾啟示錄》）
- 2007年：第64屆威尼斯影展CinemAvvenire最佳影片（《搖滾啟示錄》）

## 外部連結
- Todd Haynes在互联网电影资料库（IMDb）上的資料（英文）